# Faryab
Faryab of Fāryāb (Pasjtoe: فارياب fārjāb) is een van de 34 provincies van Afghanistan. Het ligt in het noorden van het land. De hoofdstad is Maymana.

## Bestuurlijke indeling
De provincie Faryab is onderverdeeld in 14 districten:
- Almar
- Andkhoy
- Bilchiragh
- Dawlatabad
- Gurziwan
- Khani Chahar Bagh
- Khwaja Sabz Posh
- Kohistan
- Maymana
- Pashtun Kot
- Qaramqol
- Qaysar
- Qurghan
- Shirin Tagab

## Politieke situatie
Sinds de val van de Taliban na de inval van de Verenigde Staten in 2001 was Faryab een van de vredigere regio's in Afghanistan. Recente ontwikkelingsprojecten in de provincie focussen op de agriculturele expansie, vooral op herbebossing van delen van de provincie die ontbost waren in het recente verleden.
Badakhshān · Bādghīs · Baghlān · Balkh · Bāmyān · Dāykundī · Farāh · Fāryāb · Ghaznī · Ghōr · Helmand · Herāt · Jowzjān · Kābul · Kandahār · Kāpīsā · Khōst · Kunar · Kunduz · Laghmān · Lōgar · Nangarhār · Nīmrōz · Nūristān · Paktiyā · Paktīkā · Panjshayr · Parwān · Samangān · Sar-e Pul · Takhār · Uruzgān · Wardak · Zābul